# Zortalia inscripta
Zortalia inscripta is een hooiwagen uit de familie Gonyleptidae.